# Терон, Клинтон
Клинтон Руан Терон (англ. Clinton Theron; род. 15 сентября 1994 года, Флорида (пригород Йоханнесбурга)) — южноафриканский регбист, столб (номер 1 и 3, нападающий первой линии).

## Биография
Окончил среднюю школу Флориды. Воспитанник академии «Голден Лайонс», за которую выступал в общенациональных соревнованиях для регбистов 16 и 18 лет: в 2011 и 2012 годах играл на турнире «Неделя Кравена» (англ. Craven Week).
В 2015 году дебютировал на профессиональном уровне в матче Водаком кап против намибийской команды «Вельвичиас». Под впечатлением от его игры, тренерский штаб «Лайонз» наградили игрока матчем в рамках Супер Регби против аргентийского «Хагуарес» (командой сильной стороной которой является схватка). В 2017 году перешёл в «Боланд Кавальерс», за который провел более 40 матчей. Зимой 2020 года перешёл в российскую команду «ВВА-Подмосковье». Дебютировал в матче первого тура сезона 2020/2021 против пензенского Локомотива.